# 김동우 (1981년)
김동우 (1981년 11월 9일 ~ )는 대한민국의 전직 스타크래프트 프로게이머 출신 프로게임단 감독이자 단장이다. TINO라는 아이디를 사용했으며, 주 종족은 저그였다.

## 개요
2001년 조규남, 장일석과 함께 프로슈머(현 CJ 엔투스)에 만들어서 활동하였고, CJ 엔투스의 초창기 멤버였다.
2002년 군입대 문제로 은퇴를 선언하였고, 이후 현역으로 입대하였다.
2004년 10월 군을 제대한뒤, 원 소속팀이었던 슈마 GO(현 CJ 엔투스)의 수습 코치로 복귀 하였고, 2010년 8월까지 CJ 엔투스 수석코치를 맡았다.
2010년 8월에 조규남 감독의 사퇴로 인해 감독 대행직을 맡았으며, 2010년 10월 CJ 엔투스가 하이트 스파키즈를 흡수 합병하며 하이트 엔투스의 감독으로 승격했다.
2013년 7월 22일 CJ 엔투스 감독직 재계약을 포기했다.
2015년 1월 북미 리그 오브 레전드 프로게임단 Team Dragon Nights의 감독으로 선임되었고 동년 5월 팀에서 해임되었다.
2015년 10월 히어로즈 오브 더 스톰 게임단인 Team DK의 총감독으로 임명되었다.
2018년 5월, 그리핀의 단장으로 선임되었다. 2019년 12월, 그리핀 사건이 터지면서 단장직에서 물러났다.

## 경력
- 2004년 Greatest One 프로게임단 수습코치 활동
- 2006년 KeSPA공인 코치 등록
- 2006년 CJ 프로게임단 코치
- 2006년 7월 SKY 프로리그 2006 전기리그 3위
- 2007년 1월 SKY 프로리그 2006 후기리그 준우승
- 2008년 1월 신한은행 프로리그 2007 후기리그 준우승
- 2009년 3월 신한은행 위너스리그 08-09 우승
- 2009년 8월 신한은행 프로리그 08-09 3위
- 2010년 7월 신한은행 프로리그 09-10 6강
- 2011년 4월 신한은행 위너스리그 10-11 4위
- 2011년 8월 신한은행 프로리그 10-11 3위
- 2012년 1월 SK플래닛 스타크래프트 프로리그 시즌1 4위
- 2012년 9월 SK플래닛 스타크래프트2 프로리그 시즌2 우승
- 2013년 2월 2012 대한민국 e스포츠 대상 스타크래프트: 부르드워 최우수 프로게임단상
- 2013년 2월 2012 대한민국 e스포츠 대상 스타크래프트2 최우수 프로게임단상